# 佐々木隆治
佐々木 隆治（ささき りゅうじ、1974年 - ）は、日本の経済学者、思想史家。カール・マルクスの経済理論及び社会思想を研究テーマとする。立教大学経済学部教授、同大学経済研究所元副所長。博士（社会学）。日本MEGA編集委員会編集委員。

## 人物・経歴
愛知県豊田市出身。愛知県立豊田西高等学校を経て、2011年一橋大学大学院社会学研究科博士課程を修了し、論文「マルクス物象化論の核心　―素材の思想家としてのマルクス―」により、一橋大学博士（社会学）の学位を取得。審査員は、平子友長、大河内泰樹、島崎隆、坂なつこ。
一橋大学大学院社会学研究科特別研究員を経て、2013年から立教大学経済学部経済学科准教授。2023年から同教授。元立教大学経済研究所副所長、日本MEGA（Marx-Engels-Gesamtausgabe）編集委員会編集委員。
2016年6月11日、八王子市議会議員を務めていた佐藤梓と結婚した。

## 著書
- 『マルクスの物象化論―資本主義批判としての素材の思想』社会評論社 2012年
- 『私たちはなぜ働くのか マルクスと考える資本と労働の経済学』旬報社 2012年
- 『労働と思想』（市野川容孝,渋谷望,本橋哲也,植村邦彦,斎藤幸平,溝口大助,明石英人,松本卓也,永野潤,大貫隆史,河野真太郎,宮﨑裕助,前川真行,山本圭,隅田聡一郎,西亮太,鈴木宗徳,伊豫谷登士翁,清水知子と共著）堀之内出版 2015年
- 『危機に対峙する思考』（共著）梓出版社 2016年
- 『カール・マルクス: 「資本主義」と闘った社会思想家』ちくま新書 2016年
- 『マルクスとエコロジー：資本主義批判としての物質代謝論』（岩佐茂と共編著）堀之内出版 2016年
- 『マルクス 資本論 シリーズ世界の思想』角川選書 2018年